# Gryczak janowski
Gryczak janowski – regionalna potrawa kuchni polskiej w powiecie janowskim. Przypomina ciasto lub nadziewany chleb farszem z kaszy gryczanej, sera białego i mleka.

## Historia
W wykazie statystycznym ludności w kluczu janowskim z roku 1843 widnieje zapis, iż pożywienie chłopów składało się z przetworów zbóż oraz jarzyn. Oprócz kasz powoli rozpowszechniał się chleb żytni (…). Wzmianki historyczne podawania potraw z kaszy gryczanej na terenie Ziemi Janowskiej odnajdujemy też w opisach Oskara Kolberga

„Od wstępnej Środy aż do Wielkiej Niedzieli Wielki Post. Jedzą też wtedy z postem: żur, kapuśniak z chlebem, kaszę hreczaną i jęczmienną. Do kaszy, by nie była zbyt sypą, dodają mleko z maku uwierconego w donicy, do którego dodawali po trosze wody (…) Hreczaną zaś kaszę jedzą bez żadnych dodatków i przypraw. (…) Winien tu także dodać pryszcz, pieczony z mąki hreczanej, wydobyty z pieca, macza on się w świeżym roztopionym maśle i póki jeszcze ciepły, pożywa”

Istnieje kilka rodzajów gryczaka – słodki i wytrawny, na spodzie i bez spodu, bez dodatków lub z miętą, żurawiną czy czarnymi jagodami.

### Składniki

#### Na ciasto
Mąka pszenna, masło, całe jajka, żółtka, drożdże, cukier, śmietana.

#### Na farsz
Kasza gryczana, mleko, masło, ser biały, kwaśna śmietana, jajka, sól, suszona mięta.

### Wykonanie
Do zagotowanego mleka z masłem, zostaje wsypana kasza gryczana i uprażona. Do tak przygotowanej kaszy zostają  dodane pozostałe składniki farszu i wyrobione. Z drożdży, cukru i śmietany jest zrobiony zaczyn i pozostawiony do wyrośnięcia. Po wyrośnięciu zostaje dodana reszta składników i zagniecione ciasto. Ciasto zostaje podzielone na dwie połowy bez czekania na pełne wyrośnięcie. Każda część zostaje rozwałkowana na wielkość dużej blaszki do pieczenia. Dno i boki formy zostają wyklejone ciastem i nałożony farsz. Całość zostaje przykryta drugą częścią ciasta, posmarowana roztrzepanym jajkiem i pieczona około 1–1,5 godz. w temperaturze 170 – 180 stopni Celsjusza. Podaje się go zarówno na ciepło, jak i na zimno.
Produkt wpisany na listę produktów tradycyjnych Ministerstwa Rolnictwa i Rozwoju Wsi w dniu 5 września 2007 w kategorii wyroby piekarnicze i cukiernicze w woj. lubelskim.